# جزیره کارکار

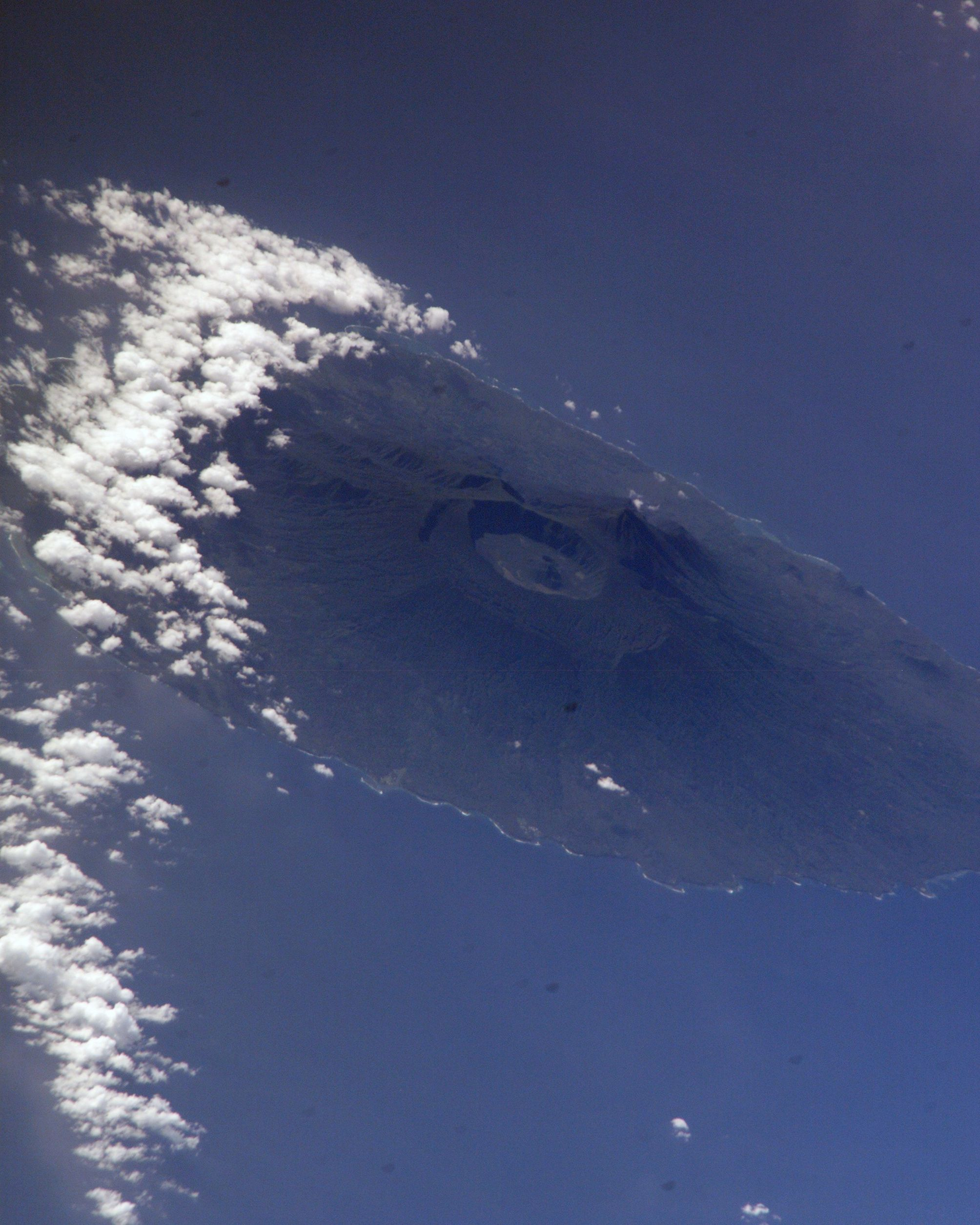
نگاره‌ای فضایی (space view) از جزیره کارکار در دریای بیسمارک - ۲۰۰۲

جزیره کارکار جزیره‌ای بیضی شکل و آتشفشانی است که در دریای بیسمارک و در حدفاصل ۳۰ کیلومتری شمال جزیره اصلی کشور پاپوآ گینه نو قرار گرفته است.
در تقسیمات کشوری، این جزیره زیرمجموعه استان مادانگ به‌شمار می‌رود. طول جزیره ۱۹ کیلومتر و عرض آن نیز ۱۹ کیلومتر می‌باشد. در مرکز جزیره آتشفشانی فعال با دو دهانه آتشفشانی وجود دارد.